# War Tour

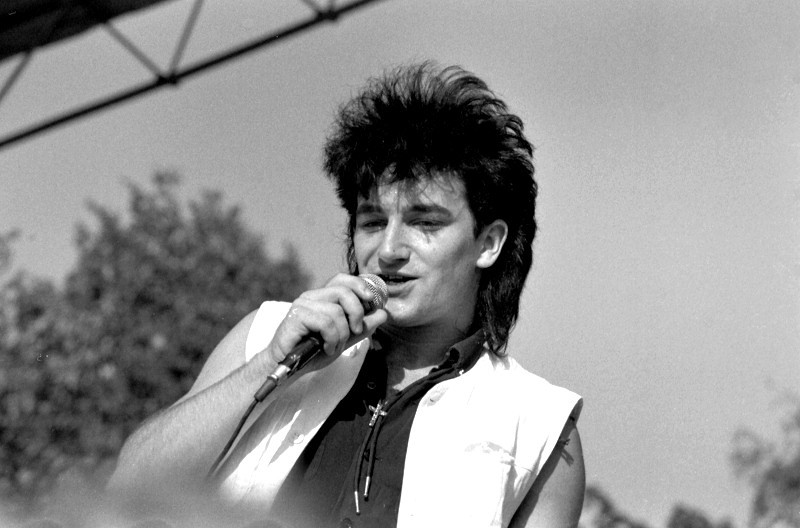
Bono tijdens de War Tour

De War Tour is de eerste grote tour van U2.
De tour werd gehouden ter promotie van het album War.

## Pre-tour
Het "voorproefje" van de tour begon op 2 december 1982 in het Manchester Apollo in Manchester en eindigde op 24 december 1982 in SFX in Dublin.
Tijdens deze tour stond U2 op 8, 9, en 11 december in Nederland, in respectievelijk Utrecht, Groningen en in België te Deinze.

## 1st Leg
De zogenaamde 1st leg (eerste deel) van de War Tour begon op 26 februari 1983 in de Caird Hall in Dundee in Schotland en eindigde op 6 april in de Guildhall in Portsmouth.
Tijdens dit deel van de tour, trad de band alleen op in Schotland, Engeland en 1 keer in Frankrijk.

## 2nd Leg
De zogenaamde 2nd leg begon op 12 mei 1982 in het Capitol Theater in Passaic en eindigde op 29 april 1983 met een optreden op de State University of New York in Dehli.
Tijdens deze tour stond de band ook 2 dagen achter elkaar in België, op 2 juli 1983 op het Torhout Festival en een dag later op het Werchter Festival.
Bono · The Edge · Adam Clayton · Larry Mullen jr.